# Il canto di Paloma
Il canto di Paloma (La teta asustada) è un film drammatico del 2009 scritto e diretto da Claudia Llosa.
Basato sul libro Entre Prójimos: el conflicto armado interno y la política de la reconciliación en el Perú dell'antropologa Kimberly S. Theidon, il film affronta le conseguenze sociali e i traumi lasciati da uno dei periodi più sanguinosi della storia del Perù, quello legato all'organizzazione guerrigliera Sendero Luminoso e alla repressione che esercito e polizia operarono anche sulla popolazione civile durante gli anni ottanta e novanta.
È stato proiettato in anteprima alla 59ª edizione del Festival di Berlino, dove si è aggiudicato l'Orso d'oro e il Premio FIPRESCI.
Nel 2010 è stato designato dall'Academy come film rappresentante il cinema peruviano e candidato per l'Oscar al miglior film straniero.

## Trama
Fausta è una giovane donna che vive con l'anziana madre in una baraccopoli alla periferia di Lima. Ogni giorno le due donne comunicano cantando e la madre le ricorda che, essendo nata negli anni del terrorismo senderista in cui gli stupri erano all'ordine del giorno, è stata allattata con il "latte del dolore" e destinata a contrarre la malattia della "teta asustada" (la "tetta spaventata"), il morbo della paura che ruba l'anima. Per questo motivo, Fausta ha fatto del suo corpo un vero e proprio terreno: incapace di liberarsi dal terrore nei confronti degli uomini, ha inserito nella vagina una patata a mo' di scudo per impedire a chiunque di usarle violenza. La morte della madre la spinge verso un lungo percorso personale che la porterà ad affrontare le sue paure e a conquistare la libertà.

## Produzione
Il film è stato girato nell'area suburbana di Manchay, nel Distretto di Pachacamac a sud-est di Lima, e nel vicino distretto residenziale di Cieneguilla.

## Distribuzione
Il film è stato distribuito in Spagna a partire dal 13 febbraio 2009, il giorno dopo la prima mondiale avvenuta al Festival di Berlino. In seguito ha partecipato a molte altre manifestazioni internazionali.

### Date di uscita
- Spagna (La teta asustada) – 13 febbraio 2009
- Perù (La teta asustada) – 12 marzo 2009
- Argentina (La teta asustada) – 9 aprile 2009
- Italia (Il canto di Paloma) – 8 maggio 2009
- Svizzera (The Milk of Sorrow) – 17 giugno 2009
- Francia (Fausta) – 17 giugno 2009
- Brasile (A Teta Assustada) – 28 agosto 2009
- Austria (The Milk of Sorrow) – 4 settembre 2009
- Taiwan (La teta asustada) – 4 settembre 2009

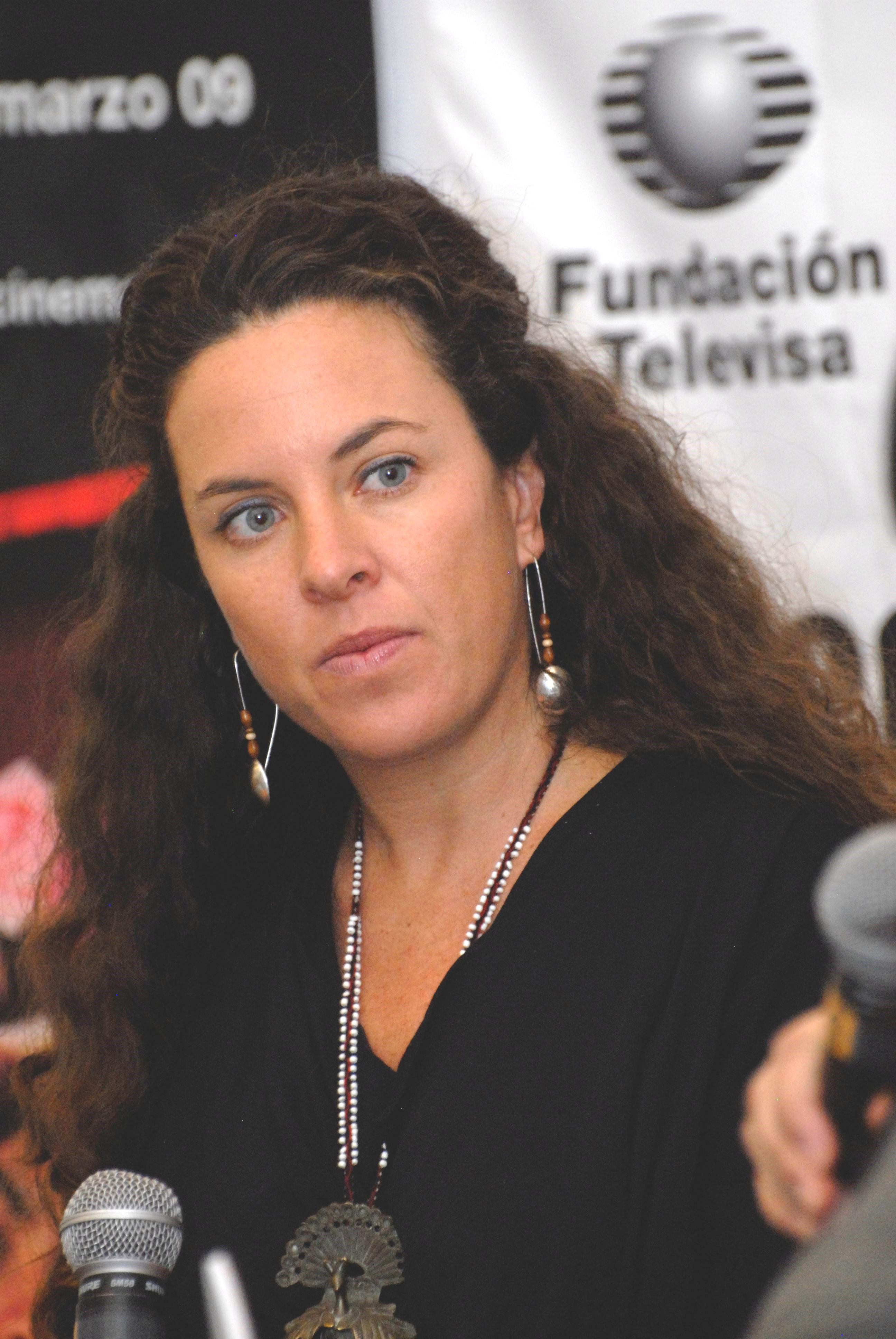
La regista Claudia Llosa al Festival del cinema di Guadalajara 2009

- Svezia (Faustas pärlor) – 11 settembre 2009
- Colombia (La teta asustada) – 16 ottobre 2009
- Norvegia (Faustas perler) – 16 ottobre 2009
- Ungheria (Fausta éneke) – 29 ottobre 2009
- Germania (Eine Perle Ewigkeit) – 5 novembre 2009
- Paesi Bassi (La teta asustada) – 3 dicembre 2009
- Polonia (Gorzkie mleko) – 1º gennaio 2010
- Messico (La teta asustada) – 15 gennaio 2010
- Grecia (To gala tis thlipsis) – 25 febbraio 2010
- Regno Unito (The Milk of Sorrow) – 30 aprile 2010
- Panama (La teta asustada) – 7 maggio 2010
- Danimarca (Faustas perler) – 20 maggio 2010
- Slovenia (La teta asustada) – 10 giugno 2010
- Portogallo (A Teta Assustada) – 1º luglio 2010
- Stati Uniti (The Milk of Sorrow) – 27 agosto 2010
- Giappone (悲しみのミルク) – 2 aprile 2011
- Corea del Sud (밀크 오브 소로우: 슬픈 모유) – 22 agosto 2013
- Cile (La teta asustada) – 16 marzo 2015

### Festival internazionali
- Festival internazionale del cinema di Berlino – 12 febbraio 2009
- Festival internazionale del cinema di Guadalajara – Marzo 2009
- International Istanbul Film Festival – 4 aprile 2009
- CPH:PIX – 18 aprile 2009
- Festival internazionale del cinema di Karlovy Vary – 6 luglio 2009
- Motovun Film Festival – 27 luglio 2009
- Festival de Gramado – Agosto 2009
- Festival de Cine de Lima – Agosto 2009
- Cinemanila International Film Festival – Ottobre 2009
- Festival du nouveau cinéma – Ottobre 2009
- Bogotá Film Festival – Ottobre 2009
- Vancouver International Film Festival – 1º ottobre 2009
- Busan International Film Festival – 12 ottobre 2009
- BFI London Film Festival – 19 ottobre 2009
- AFI Film Festival – 31 ottobre 2009
- Festiwal Filmy Swiata ale kino! – 19 novembre 2009
- Festival internazionale del cinema di Salonicco – 21 novembre 2009
- Festival internazionale del cinema di Dubai – 11 dicembre 2009
- Havana Film Festival – Dicembre 2009
- Palm Springs International Film Festival – 9 gennaio 2010
- Seattle International Film Festival – 21 maggio 2010
- Durban International Film Festival – 26 luglio 2010
- Pelicula Spanish Film Festival – 1º ottobre 2010
- Aichi International Women's Film Festival – 8 settembre 2011

## Critica
Il film ha ottenuto recensioni positive da parte della critica. Il sito Rotten Tomatoes riporta l'81% di recensioni professionali con giudizio positivo e un voto medio di 6,8 su 10, mentre il sito Metacritic assegna al film un punteggio di 68 su 100 basato su 10 recensioni.
- Adam Lee Davies, Little White Lies: «Si sviluppa in una sorprendente opera di semplicità sconvolgente che descrive in dettaglio una società afflitta che sta lentamente affrontando il suo passato».[8]
- Boyd van Hoeij, Variety: «In un primo momento il film sembra un lento studio etnografico sulla vita nella grande città in Perù. Solo gradualmente diventa chiaro che il secondo lungometraggio di Claudia Llosa allinea perfettamente forma e contenuto».[9]
- Ella Taylor, The Village Voice: «In questo bellissimo, ipnotico e meravigliosamente insolito secondo lungometraggio della regista e sceneggiatrice Claudia Llosa, l'esperienza traumatica della guerra civile degli anni ottanta delle donne peruviane viene trasmessa attraverso il canto e, si dice, attraverso il latte delle loro madri».[10]
- Peter Brunette, The Hollywood Reporter: «Il film è splendidamente girato e contiene una miriade di immagini inquietanti...»[8]
- Sheri Linden, Los Angeles Times: «Le metafore sono così cristalline e la storia si svolge a un ritmo così volutamente e spesso esageratamente lento, che l'impatto del dramma è attenuato... Magaly Solier offre un'interpretazione di feroce ma frustrante discrezione».[11]
- V.A. Musetto, New York Post: «Claudia Llosa predilige inquadrature ampie e lunghe riprese, che conferiscono un'aria di realismo all'allegoria splendidamente rappresentata... Magaly Solier è avvincente come adolescente. Ha poco da dire, dato che la telecamera rimane fissa sul suo viso inespressivo».[8][11]
- India Bourke, Time Out: «Claudia Llosa documenta teneramente il lento e surreale processo di riabilitazione personale e comunitaria in un film che cerca di porre fine al dolore della guerra civile di una nazione».[12]
- Jon Frosch, Film Journal International: «Un film peruviano commovente e graziosamente elaborato che lotta per respirare sotto il peso di troppe allegorie e simbolismi».[13]
- Joshua Rothkopf, Time Out: «Il trauma è sepolto e raramente vi si fa accenno in questo tranquillo pezzo di realismo magico, ma non si può negare il dolore quando arriva... La trasformazione anticipata non avviene mai, il film sembra soffocato».[8][11]
- Paolo Mereghetti, Corriere della Sera: «Il film procede... registrando più che veramente mettendo a confronto due mondi che faticano a comunicare, di cui non nasconde le ingenuità e le perfidie, ma che acquistano una consistenza narrativa soltanto in funzione della "presa di coscienza" di Fausta, finalmente capace di confrontarsi con le proprie ossessioni solo quando comincia a prendere coscienza dei propri "diritti"».[14]

## Riconoscimenti
- 2009 – Festival internazionale del cinema di Berlino
Orso d'oro a Claudia Llosa
Premio FIPRESCI a Claudia Llosa
- 2009 – Festival internazionale del cinema di Guadalajara
Miglior film a Claudia Llosa
Miglior attrice a Magaly Solier
- 2009 – Cinemanila International Film Festival
Candidatura per il Premio Lino Brocka a Claudia Llosa
- 2009 – Festival de Gramado
Kikito d'oro per il miglior film a Claudia Llosa
Kikito d'oro per il miglior regista a Claudia Llosa
Kikito d'oro per la miglior attrice a Magaly Solier
- 2009 – Bogotá Film Festival
Miglior film a Claudia Llosa
- 2009 – Havana Film Festival
Premio Grand Coral a Claudia Llosa
Miglior direzione artistica a Susana Torres e Patricia Bueno

- 2009 – Festival de Cine de Lima
Miglior film peruviano a Claudia Llosa
Miglior attrice a Magaly Solier
Premio CONACINE a Claudia Llosa
- 2009 – Festival du nouveau cinéma
Miglior attrice a Magaly Solier
Quebec Film Critics Award al miglior film a Claudia Llosa
- 2010 – Premio Oscar
Candidatura per il Miglior film in lingua straniera
- 2010 – Premio Goya
Candidatura per il Miglior film straniero in lingua spagnola a Claudia Llosa
- 2010 – Asociación de Cronistas Cinematográficos de la Argentina
Candidatura al Condor d'argento per il miglior film straniero a Claudia Llosa
- 2010 – Premio Ariel
Candidatura per il miglior film iberoamericano a Claudia Llosa

## Colonna sonora
Oltre a canzoni composte ed eseguite da Magaly Solier, incluse alcune con il testo di Claudia Llosa (Tapón, Lavar tu ropa, Heridita, Quizás algún día), nel film sono presenti brani dei gruppi di cumbia peruviana e rock strumentale Los Destellos (Cerveza, Amor porqué me matas, Cariñito Serrano, Horizontes) e Los Pakines (Boquita de bombón, Cada vez que te hago el amor) e del gruppo punk rock La Sarita (Guachiman).